# 톈위안인
전원 동인(田園洞人) 또는 톈위안인(Tianyuan man)은 중국 베이징 인근의 톈위안 동굴(田园洞)에서 2007년 발견된 인간의 유해로, 한 사람에서 나온 34개 뼈 조각으로 이루어진다. 동아시아에서 발견된 가장 초기의 현생 인류 화석 중 하나이다. 방사성 탄소 연대측정에 따르면 42,000 ~ 39,000년 된 것으로 추정되며, 동남아시아의 보르네오섬 사라왁의 니아 동굴에서 발견된 비슷한 시기의 유해보다 조금 더 나중의 것이다.
현장에서 다른 유물이나 기타 문화 유적이 발견되지 않았기 때문에 이 개체의 물질 문화에 대해서는 알 수 있는 것이 없다. 다만 동위원소 분석에 따르면 식단의 대부분이 민물고기에서 나온 것으로 추정된다.

## 형질인류학

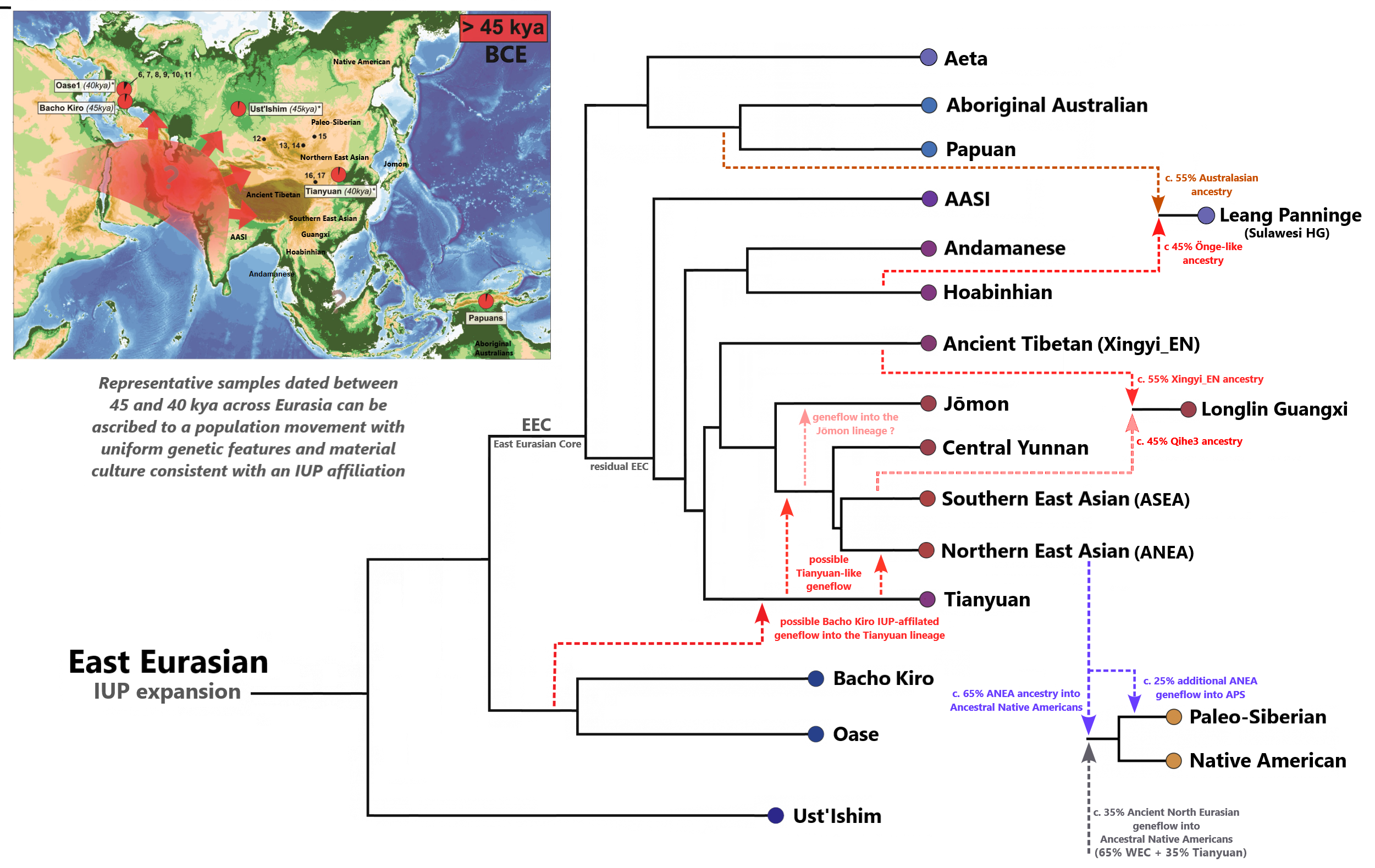
고대 동유라시아인 혈통 내에서 톈위안인이 나타내는 혈통의 계통학적 위치

톈위안인은 초기의 현대 호모 사피엔스로 여겨진다. 서부 유라시아의 후기 고대 인류에게서 공통적으로 나타나는 몇가지 하악 특징이 보이지 않아 분기가 시사된다. 치아 교합 마모로 보아 40~50대에 사망한 것으로 추정된다.
톈위안인에 대한 최초의 DNA 분석은 2013년 처음 출판되었으며 "오늘날의 많은 아시아인 및 아메리카 원주민"과 연관이 있고 현대 유럽인의 조상으로부터는 이미 일찍이 유전적으로 분기한 것으로 밝혀졌다. 미토콘드리아 DNA 하플로그룹 B에 속하며 부계 하플로그룹 K2b에 속하였다.
최근의 전체 게놈 분석은 톈위안인의 현대 동아시아인·동남아시아인과의 친연성을 확인하였으나 동시에 현대 인구의 직계 조상인 것이 아니라 이들 모두의 기저 혈통인 동아시아인·동남아시아인 혈통(ESEA)에서 일찍이 분기된 혈통을 나타내는 것이 밝혀졌다.
톈위안인은 현재로부터 약 45,000년 전의 후기 구석기 시대 초기(IUP)의 이주 물결의 일부로 판명되었는데, 이는 "고유의 유전적 특성과 물질 문화를 수반한 인구 이동"으로서 고대 동유라시아인이라는 혈통으로 기술된다. 이는 바초 키로 동굴, 오아세 동굴, 우스티이심인 등의 다른 고대 샘플뿐 아니라 현대 파푸아인(오스트랄라시아인)과 깊은 공유 관계를 가진다. 톈위안인의 조상 되는 혈통(ESEA로 표현됨)은 남부 경로 확산에 따라 고대 동유라시아인에서 갈라져 나온 이후 차례로 호아빈인 혈통, 톈위안인 혈통, 그리고 현대 동아시아·동남아시아인 전체의 조상 되는 혈통으로 분기한 것으로 추정되고 있다.
톈위안인은 아무르 지역과 현대 몽골 사이에서 발견된 33,000년 전의 표본 AR33K와도 높은 유전적 근연성을 나타내는데, 이는 톈위안인과 연관된 혈통이 구석기시대에는 동북아시아에 널리 퍼져있었을 가능성을 유추하게 한다.
이 톈위안인과 안다만 옹게족이 나타내는 "기저 동아시아인" 혈통은 동남아시아의 인구 형성에 기여하였는데, 오스트랄라시아인보다는 나중이고 중석기 및 신석기 시대의 고대 동남아시아인 확장(오스트로아시아어족 및 오스트로네시아어족과 연관됨)보다는 이른 것으로 보인다.